# Амасий из Теано
Амасий (итал. Amasio di Teano; ум. 356, Теано, Кампания) — святой, епископ Теано. День памяти — 23 января.
Святой Амасий был беженцем откуда-то с востока, предположительно, из Греции из-за своего противодействия ариианской ереси. Папа римский Юлий I пригласил его для проповеди в Кампании. Впоследствии он был изгнан арианами из Соры, после чего поставлен епископом Теано в 346 году вслед за святым Парисом, первым главой местной епархии. С миром почил в 356 году.